# Pabellón de Dream Space
El Pabellón de Dream Space (en portugués: Pavilhão do Dream Space) es un recinto deportivo multipropósito de propiedad privada situado en Kikuxi, Viana, Luanda la ciudad capital del país africano de Angola. El estadio, con una capacidad de 2500 plazas, se estableció en 2010, con pisos de madera, y se puede utilizar para practicar deportes como el baloncesto, balonmano, voleibol y hockey sobre patines. 